# Мэнлинг
Мэнлинг (тиб. སྨན་གླིང་རྫོང་་, Вайли: sman gling rdzong, кит. упр. 米林县, пиньинь Mǐlín xiàn, палл. Милинь сянь) — уезд в городском округе Ньингчи, Тибетский автономный район, КНР. Уезд был назван по посёлку, в котором разместилось правление.

## История
Уезд был создан в 1959 году и вошёл в состав Специального района Ньингчи (林芝专区). В октябре 1963 года Специальный район Ньингчи был расформирован, и уезд был передан в состав городского округа Лхаса.
В 1986 году был создан округ Ньингчи, и уезд вошёл в его состав.
В 2006 году в уезде открылся пассажирский аэропорт Ньингчи Мэнлинг.

## Административное деление
Уезд делится на 3 посёлка, 4 волости и 1 национальную волость:
- Посёлок Мэнлинг (米林镇)
- Посёлок Пай (派镇)
- Посёлок Оронг (卧龙镇)
- Волость Дамньэн (丹娘乡)
- Волость Нэлунг (里龙乡)
- Волость Чабнаг (羌纳乡)
- Волость Заширабдэн (扎西绕登乡)
- Наньи-Лобаская национальная волость (南伊珞巴族乡)

## Экономика
После открытия железной дороги Лхаса — Ньингчи в уезде стали активно развиваться промышленные предприятия, логистические и торговые центры, особенно в  торгово-логистическом парке «Хуафа» (лекарственные растения). 